# Novo Cairo
Novo Cairo (em árabe: القاهرة الجديدة) é um distrito da província do Cairo no Egito. Em 2023, sua população era estimada de 1.500.000 habitantes. 
Ele está localizado na parte centro-norte do país, perto do leste do Rio Nilo.

## História
O Novo Cairo é uma das novas cidades construídas dentro e ao redor do Cairo para avaliar o problema de congestionamento no centro do Cairo. Foi fundada em 2000 por decreto do então o presidente Hosni Mubarak e foi construída nos anos seguintes. Esta área foi recuperada do deserto. A construção desta nova cidade começou em 2001. Projetada como uma cidade satélite, inicialmente pretendia-se acomodar quatro milhões de habitantes. No censo de 2006, a população era aproximadamente de 122.000 pessoas e aumentou para aproximadamente 300.000 pessoas em 2018.
Em 27 de abril de 2016, o presidente Abdul Fatah Khalil Al-Sisi inaugurou a nova sede do Ministério do Interior no Novo Cairo, que foi transferida para Cairo para o Novo Cairo.
A Agência Espacial Africana terá aí a sua sede a partir de 2025.

## Geografia
O Novo Cairo foi construído no Deserto Oriental Africano, a leste da Circular do Cairo e da extensão moderna da cidade de Nasr, na década de 1950, num planalto cuja elevação varia entre 250 e 307 metros (820 e 1 000 pé) acima do nível do mar.  Foi criado para compreender três cidades (o Primeiro, Terceiro e Quinto assentamentos),  originalmente em uma área de cerca de 67.000 acres, que cresceu para 85.000 acres em 2016.  Em 2024, expandiu-se ainda mais para 99.814 acres.  A Área Protegida da Floresta Petrificada é de particular importância para os geólogos, localizada ao sul do Novo Cairo, é um local protegido. 

## Saúde
O Novo Cairo inclui muitas instalações médicas, das quais as mais importantes são:
- Hospital Aéreo Especializado
- Novo Hospital Especializado do Cairo .
- Hospital Internacional de Tabarak.
- Hospital Ahl Masr.
- Hospital Clínico Katameya.

## Educação
O Novo Cairo inclui muitas instalações educacionais, das quais as mais importantes são:
- Universidade Americana no Cairo
- Universidade Alemã no Cairo
- Faculdade Internacional Canadense
- Nova Academia do Cairo
- Futura Universidade no Egito
- Academia de Polícia
- Escolas Egípcias Japonesas

## Entretenimento
Muitos centros e clubes juvenis, incluindo (New Cairo Club - Campos de golfe no Katameya Golf Resort - Katameya Club e Sky Resort (afiliado à PetroSport, uma das empresas do setor petrolífero) - Aviation Club - El Zohour Club - Platinum Club - Code Club - Life Sport Club - Wadi Degla Club ). 